# Полтавка (Новобугский район)
Полтавка (укр. Полтавка) — посёлок в Новобугском районе Николаевской области Украины.
Население по переписи 2001 года составляло 617 человек. Почтовый индекс — 55645. Телефонный код — 5151. Занимает площадь 0,41 км².

## История
В 1946 году указом ПВС УССР посёлок железнодорожной станции Ново-Полтавка переименован в Полтавку.

## Местный совет
55642, Николаевская обл., Новобугский р-н, с. Новополтавка, ул. Мельничная, 105а, тел. 9-54-32; 9-10-81